# Gullabo

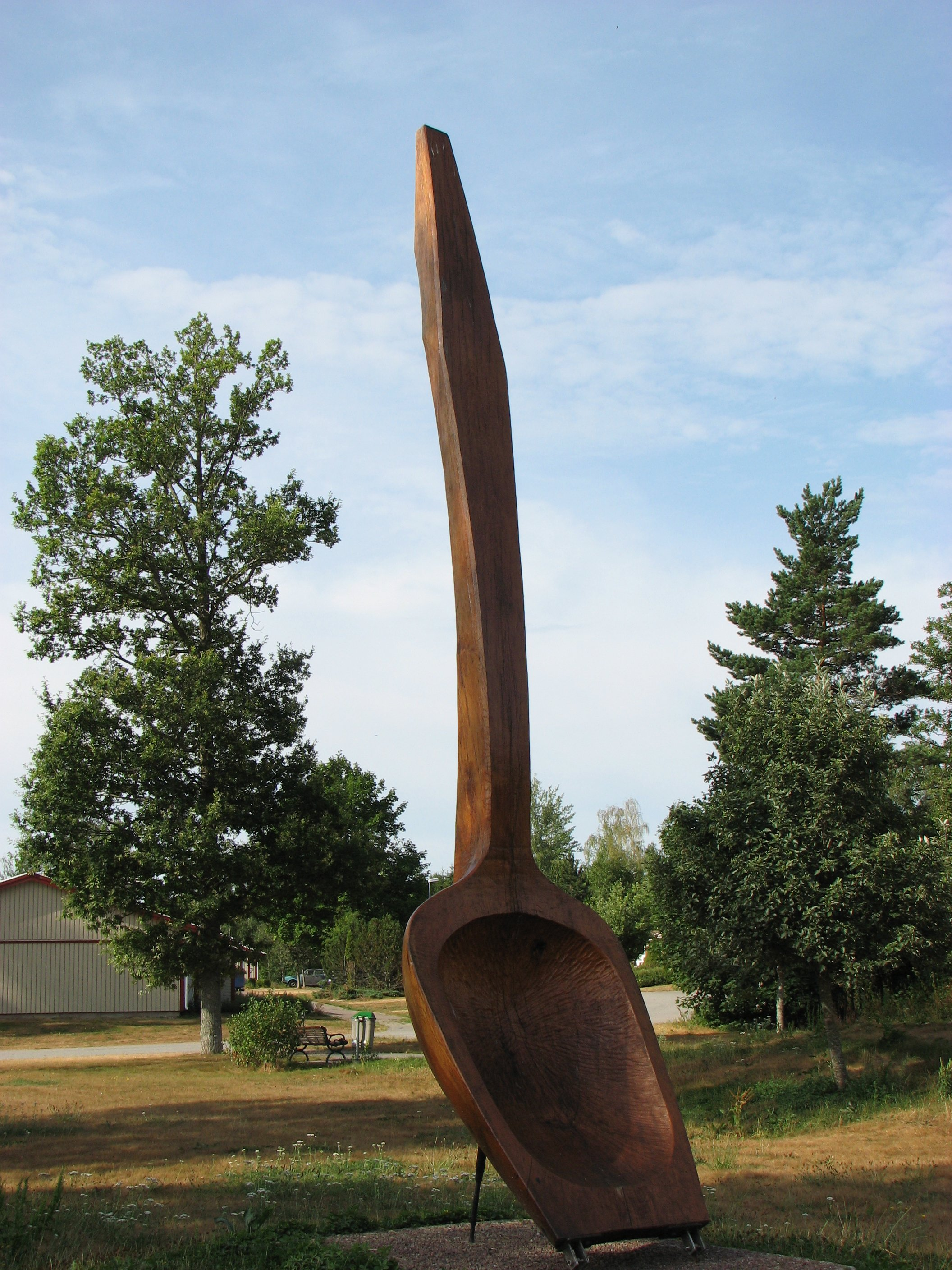
Drewniana łyżka w Gullabo

Gullabo – miejscowość (småort) w Szwecji o powierzchni 43 hektarów, zamieszkana przez 122 ludzi (dane z 2000 roku), wchodzące w skład gminy Torsås. Na terenie Gullabo działa klub rajdowy, klub sportowy, stowarzyszenie rękodzieła oraz klub taneczny.
Punktem rozpoznawczym Gullabo jest znacznych rozmiarów model łyżki wykonany z drewna przez tamtejszych rękodzielników, której wymiary to 4,64 m wysokości, 1,07 m szerokości, a waga 350 kg.